# Зельб
Зельб (нем. Selb) — город и городская община в Германии,  расположен в земле Бавария.
Подчинён административному округу Верхняя Франкония. Входит в состав района Вунзидель-им-Фихтельгебирге. Население составляет 15 894 человека (на 31 декабря 2010 года). Занимает площадь 62,37 км². Официальный код — 09 4 79 152.
Зельб находится на туристическом маршруте «Фарфоровая дорога», в городе работает музей фарфора «Порцелланикон».

## Население
По оценке на 31 декабря 2015 года население общины Зельб составляет 14 928 чел. 

| Дата      | 1840 | 1871 | 1900  | 1925  | 1939  | 1950  | 1961  | 1970  | 1987  | 2011  |
| --------- | ---- | ---- | ----- | ----- | ----- | ----- | ----- | ----- | ----- | ----- |
| Население | 6141 | 7405 | 10766 | 17554 | 17637 | 24336 | 24532 | 24039 | 19615 | 15425 |

| Год       | 1960  | 1970  | 1980  | 1990  | 2000  | 2009  | 2010  | 2011  | 2012  | 2013  | 2014  | 2015  |
| --------- | ----- | ----- | ----- | ----- | ----- | ----- | ----- | ----- | ----- | ----- | ----- | ----- |
| Население | 24232 | 23845 | 21207 | 19742 | 18238 | 16038 | 15894 | 15343 | 15160 | 15006 | 14951 | 14928 |

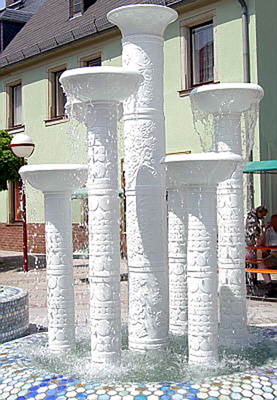
Зельб

Город расположен у самой границы с Чехией. 11 сентября 1951 года здесь остановился и закончил свой путь «поезд свободы» с беглецами из Чехословакии.